# Taha Akgül
Taha Akgül (Sivas, 22 novembre 1990) è un lottatore turco, specializzato nella lotta libera.
È stato campione olimpico nel torneo dei -125 kg ai Giochi di Rio de Janeiro 2016 e vincitore della medaglia di bronzo a quelli di Tokyo 2020 nella stessa categoria di peso.
Il 26 dicembre 2022 è stato premiato come lottatore libero dell'anno dall'UWW.

## Palmarès
- Giochi olimpici

Rio de Janeiro 2016: oro nei 125 kg.
Tokyo 2020: bronzo nei 125 kg.
- Mondiali

Budapest 2013: bronzo nei 120 kg.
Tashkent 2014: oro nei 125 kg.
Las Vegas 2015: oro nei 125 kg.
Parigi 2017: argento nei 125 kg.
Nur-Sultan 2019: argento nei 125 kg.
Oslo 2021: bronzo nei 125 kg.
- Europei

Belgrado 2012: oro nei 120 kg.
Tbilisi 2013: oro nei 120 kg.
Vantaa 2014: oro nei 125 kg.
Novi Sad 2017: oro nei 125 kg.
Kaspijsk 2018: oro nei 125 kg.
Bucarest 2019: oro nei 125 kg.
Varsavia 2021: oro nei 125 kg.
Budapest 2022: oro nei 125 kg
- Giochi europei

Baku 2015: oro nei 125 kg.
- Giochi del Mediterraneo

Mersin 2013: oro nei 120 kg.
- Universiadi

Kazan' 2013: oro nei 120 kg.

## Riconoscimenti
- Lottatore libero dell'anno UWW (2022)